# Corpus Christi College (Oxford)
El Corpus Christi College es uno de los colleges que constituyen la Universidad de Oxford en el Reino Unido. En 2006, tuvo un presupuesto económico estimado de 58 millones de libras.
El college suele tener buenos resultados académicos, y como college pequeño ha tenido actuaciones sorprendentes en lo deportivo dentro de la universidad. Ha ganado el desafío deportivo anual contra su college hermano el Corpus Christi College, Cambridge, durante seis años consecutivos hasta que fue vencido en 2006; volvió a ganar el título en 2007, perdiéndolo otra vez en 2008. El 9 de mayo de 2005, un equipo que representaba al Corpus ganó el University Challenge.
Las ideas humanísticas del fundador todavía son importantes hoy en día, con énfasis continuo en la enseñanza de latín, griego antiguo e historia antigua.
La universidad trata de seleccionar a los estudiantes más brillantes, independientemente de su condición social. El Corpus Christi tiene alrededor de 350 estudiantes (de los cuales alrededor de 220 son estudiantes de pregrado). Esto le convierte en uno de los colleges más pequeños de Oxford.
El supervisor del college es ex officio el obispo de Winchester, actualmente Michael Scott-Joynt.

## Historia

### Fundación
El college fue fundado en 1517 por Richard Foxe, obispo de Winchester. Aunque pensado como college formativo para el clero, bajo la influencia de Hugo Oldham se convirtió en la principal institución humanística de Oxford, modelo de muchas otras instituciones posteriores. Foxe era un humanista interesado en la literatura clásica. Fundó una biblioteca que era muy progresista para la época. Esta biblioteca incluía libros en latín, griego e incluso hebreo —y fue denominada por Erasmo de Róterdam en una visita que hizo a Oxford como “biblioteca trilinguis”—. El importante humanista español Juan Luis Vives enseñó en el Corpus mientras que era tutor de María Tudor, que posteriormente fue la reina María I de Inglaterra.

### Fermento religioso
En los siglos XVI y XVII, el college se vio otra vez envuelto en temas religiosos. Reginald Pole, profesor del college en la década de 1520, era arzobispo de Canterbury durante el reinado de la reina María I, y candidato al papado. John Rainolds, otro profesor, y séptimo presidente del Corpus, estuvo envuelto en la creación y traducción de la Biblia del rey Jacobo, publicada en 1611.

### Sigo XIX
John Keble, un líder del Movimiento de Oxford, fue estudiante del Corpus a comienzos del siglo XIX, y consiguió una beca para el Oriel College, Oxford y terminó teniendo un college con su nombre (Keble College, Oxford).